# Сан Деметрио не' Вестини
Сан Демѐтрио не' Вестѝни (на италиански: San Demetrio ne' Vestini) е село и община в Южна Италия, провинция Акуила, регион Абруцо. Разположено е на 662 m надморска височина. Населението на общината е 1839 души (към 2010 г.).